# Tommaso Percivale
Tommaso Percivale (Ovada, 1977) è uno scrittore italiano, autore di numerosi romanzi per ragazzi, finalista al Premio Andersen 2013.

## Biografia
Tommaso Percivale (Ovada, 1977) è un autore di libri per ragazzi. Nel corso della sua carriera ha pubblicato con i principali editori italiani (tra cui Einaudi Ragazzi, Il Castoro, Mondadori, Edizioni EL, Lapis) e i suoi libri sono stati tradotti in vari paesi del mondo.
Nelle sue opere affronta generi diversi, spaziando dal romanzo storico alla fantascienza, dall’avventura al thriller, fino a toccare anche l’ambito della non-fiction. Libertà, coraggio e ribellione sono i temi più ricorrenti nelle sue opere.
Appassionato di storie, prestidigitazione, fumetti e giochi, è inoltre radioamatore. Spesso si lascia guidare dai suoi molteplici interessi e, nei suoi romanzi, unisce elementi diversi e vari, come la cultura pop degli anime o le biografie di personaggi italiani che hanno contribuito a ispirare il Paese. Scrive per emozionare i giovani lettori, ma anche per stimolare in loro riflessioni profonde di natura etica, filosofica, sociale. 

Il suo romanzo Ribelli in fuga (Einaudi Ragazzi, 2013) è stato inserito tra i 100 libri da non perdere dall’Associazione italiana editori, incluso nella Biblioteca della Legalità, ha vinto il premio Gigante delle Langhe 2013, la selezione Premio Cento, ed è arrivato tra i finalisti del Premio Andersen 2013 come miglior libro oltre i 12 anni.
Il romanzo Messaggio dall’impossibile (Einaudi Ragazzi, 2015) è stato selezionato per il Premio Strega Ragazzi 2016.

## Opere

### romanzi per ragazzi
- Delitto allo specchio Ediz. PIEMME Archiviato il 14 luglio 2020 in Internet Archive. , 2021 (Collana Giallo e Nero)
- Il mistero di Villa delle Ginestre, Ediz. PIEMME Archiviato il 14 luglio 2020 in Internet Archive. , 2020 (Collana Giallo e Nero)
- Il caso del villaggio scomparso, Mondadori , 2019
- Il caso dei sessantasei secondi, Mondadori , 2019
- Dalla montagna il tuono, Vajont 63, Einaudi Ragazzi , 2018
- Human Hope, Lapis, 2016
- Più veloce del vento, Einaudi Ragazzi, 2016
- Human, Lapis, 2015
- Messaggio dall’Impossibile, Einaudi Ragazzi, 2015
- Ribelli in fuga, Einaudi Ragazzi, 2013
- Typos – Rivelazione, Fanucci, 2012

### Romanzi per bambini
- Dalla montagna il tuono,[5], 2019 (Einaudi Ragazzi)
- Aladino e la lampada meravigliosa , Edizioni EL, 2019 (Collana I Grandissimi)
- Achille – Eroe invulnerabile, Edizioni EL, 2018 (Collana I Grandissimi)
- Lorenzo il Magnifico – Principe del rinascimento, Edizioni EL, 2018 (Collana I Grandissimi)
- Serafina Sfingi e il segreto del faraone, Edizioni Lapis, 2018 (Collana Quelli della Rodari)
- La leggenda della spada nella roccia, Edizioni EL, 2018 (Collana I Classicini)
- Archimede – Mago dei numeri, Edizioni EL, 2017 (Collana I Grandissimi)
- Dr. Jekyll e Mr. Hyde, Edizioni EL, 2017 (Collana I Classicini)
- Ulisse – Eroe degli eroi, Edizioni EL, 2017 (Collana I Grandissimi)
- La capanna dello zio Tom, Edizioni EL, 2016 (Collana I Classicini)
- Nelson Mandela – Eroe della Libertà, Edizioni EL, 2016 (Collana I Grandissimi)
- Francesco d’Assisi – Mendicante e Re, Edizioni EL, 2015 (Collana I Grandissimi)
- Le avventure di Robinson Crusoe, Edizioni EL, 2015 (Collana I Classicini)
- Tarzan delle scimmie, Edizioni EL, 2015 (Collana I Classicini)
- La freccia nera, Edizioni EL, 2014 (Collana I Classicini)
- Brufolo Bill e il bisonte bisunto, Edizioni EL, 2013
- Mister Fregolini, mago coi lustrini, Edizioni EL, 2013
- I tre moschettieri[6], Edizioni EL, 2013 (Collana I Classicini)

### Non-fiction
- Il manuale delle 50 avventure da vivere prima dei 13 anni (con Pierdomenico Baccalario), Il Castoro, 2016

### Racconti
- Identici, Salani, 2019
- La prima volta che, Il Castoro, 2016